# 分析性推理
分析性推理（英語：Analytic reasoning）是指观察信息的能力（无论是定性还是定量的信息），包括在信息中进行辨析。分析性推理亦涉及没有专业知识的演绎推理，例如：理解一组关系的基本结构，识别在逻辑上一致的陈述，以及从给定的事实与规则中推断出什么可能为事实或必定为事实。分析性推理已成为一种公理，因为它已是不言自明的真理。相比之下，综合推理（英語：synthetic reasoning）则需要人们有观察事物的经验，不过人们总是会以怀疑的态度去观察事物。伊曼努尔·康德曾在1781年出版的著作《纯粹理性批判》的开头中介绍了“分析推理”与“综合推理”这两个逻辑术语。

## 康德的用法

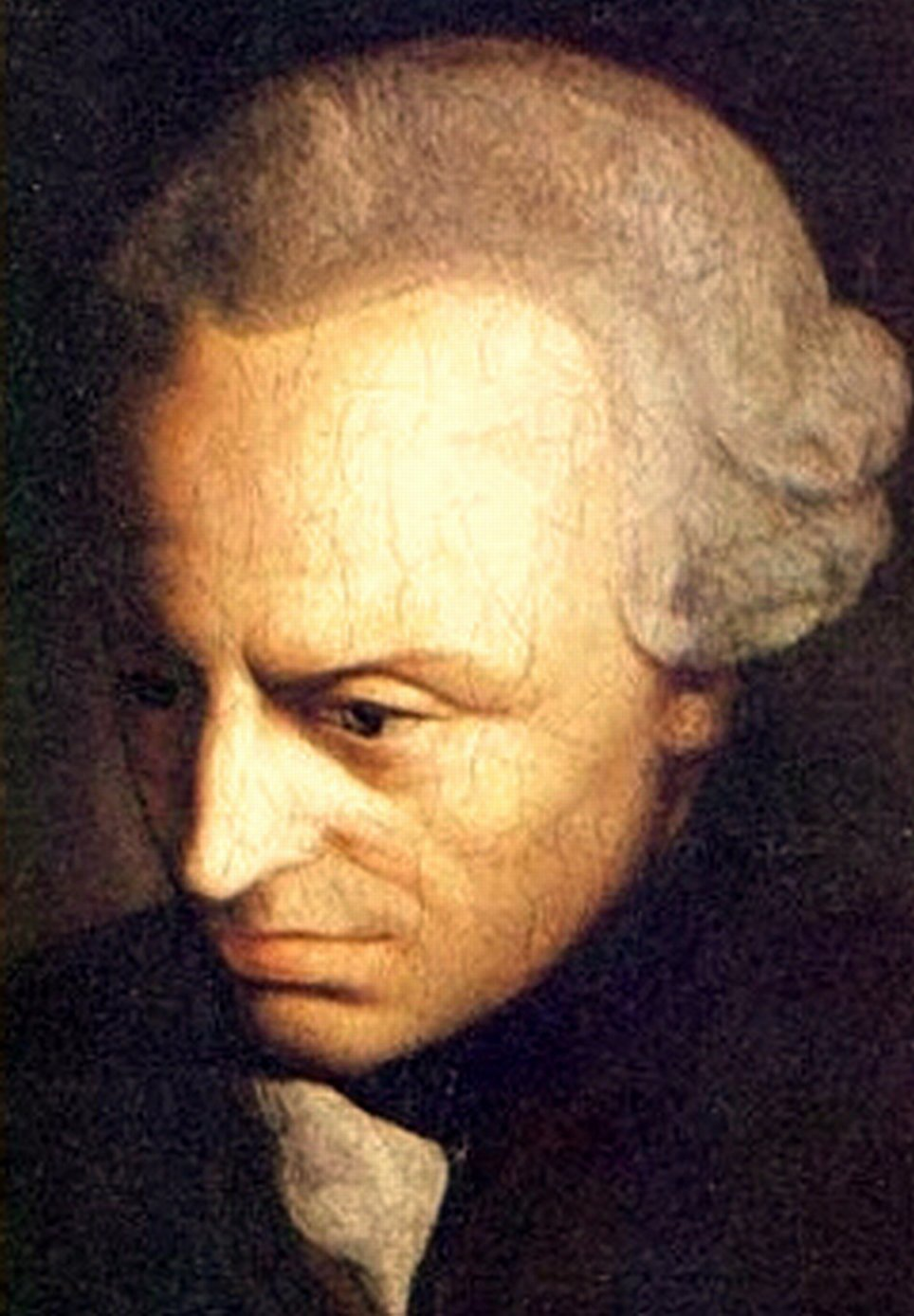
伊曼努尔·康德

在哲学领域中，伊曼努尔·康德认为，分析性推理代表的是基于陈述本质上的内容所作出的判断，除去对所使用词语其含义的理解之外，分析性推理亦不需要任何特定的经验。
譬如，“罗伯特有一位妻子叫艾玛”是一个已给定的真实陈述。通过分析性推理，人们可以做出罗伯特已婚的判定。通常人们知道这是事实，因为“有一位妻子叫艾玛”已经隐含着罗伯特已婚的状态，做出此判定无需在罗伯特身上所具备的特定的经验。
认为罗伯特已经离婚，鉴于他有一位妻子叫艾玛，这种观点绝对是自相矛盾的。

## 对公司职工有益的能力
商业与金融业公司的老板通常会寻找那些能够将工作中的元素进行分组，并将各个部分作为一个连贯的单一组成部分，以便更容易完成工作，从而分段完成所有的工作的职工。分析性推理亦被各个企业用以评估市场的变化模式，员工可通过原始数据识别其统计结果。